# Forja de hombres
Forja de hombres (Boys Town, título original en inglés) es una película de 1938, dirigida por Norman Taurog. Ganó dos Óscar: al mejor actor principal (Spencer Tracy, como el padre Flanagan), y al mejor argumento (Eleanore Griffin y Dore Schary); y obtuvo otras tres nominaciones: a la mejor película, al mejor director, y al mejor guion.
La película está basada en la historia real del padre Edward J. Flanagan, y su gran éxito llevó a la Metro-Goldwyn-Mayer a producir una secuela, de título La ciudad de los muchachos.

## Argumento
El padre Flanagan (Spencer Tracy) consigue fundar contra todos los pronósticos la Ciudad de los Muchachos, un lugar en el que viven jóvenes descarriados y donde reciben una educación para convertirse en personas útiles. Whitey (Mickey Rooney) es uno de ellos, pero se escapa varias veces. La primera vuelve hambriento, la segunda porque un compañero se ha lesionado. La última vez se une a la banda de malhechores de su hermano. El padre Flanagan y los muchachos acaban capturando a la banda y reciben la recompensa que había ofrecido la población. Con este dinero el futuro de la "ciudad" está asegurado.

## Premios y nominaciones

### Premios
- 1939: Óscar al mejor actor para Spencer Tracy
- 1939:  Óscar al mejor argumento para Eleanore Griffin y Dore Schary

### Nominaciones
- 1939: Óscar a la mejor película
- 1939: Óscar al mejor director para Norman Taurog